# Heidi.
 (avril 2021).
Si vous disposez d'ouvrages ou d'articles de référence ou si vous connaissez des sites web de qualité traitant du thème abordé ici, merci de compléter l'article en donnant les références utiles à sa vérifiabilité et en les liant à la section « Notes et références ».
heidi. est un groupe japonais de visual kei/Angura Kei créé en 2006. Le groupe est composé de : Yoshihiko (ex Sics) au chant, Nao (ex kalimero) à la guitare, Kiri (ex kannivalism, ex porori et ex Unzu) à la batterie, Kousuke (ex kalimero) à la basse.
Il est souvent comparé au groupe Mucc ou encore kalimero.

## Formation
- Yoshihiko - chant
- Nao - guitare
- Kiri - batterie
- Kousuke - basse

## Discographie

### Albums, mini-albums
- Senkow Mellow (2010)
- Panorama (2009)
- Innocence (2008)
- Kasou (2007)
- Doukoku (2006)

### Single, Maxi-Single
- Loop (25.08.2010)
- Yokan (26.05.2010)
- Tsubasa (20.05.2009)
- Orange Drama (05.11.2008)
- Rem (14.02.2008)
- Sinkro / Hyururi (24.10.2007)
- Natsu Ichizu (24.06.2007)
- Clover (15.11.2006)
- Yuuyake to Kodomo / Maria (03.06.2006)

### Omnibus
- Visualy[zm] The Cure Century (30.07.2008)
- CANNONBALL vol. 3 (21.02.2007)
- SHOCK WAVE CD Edition 6 (31.10.2006)
- Shock Edge 2006 (10.10.2006)

### DVD
- Live Tour 2009 'Panorama' @ Shibuya C. C. Lemon Hall[1] (10.03.2010)
- hide memorial summit (04.2009)